# Melvin de Leeuw
Melvin de Leeuw (Bergen op Zoom, 25 aprile 1988) è un calciatore olandese, attaccante dell'RKSV Halsteren.

## Carriera
Ha giocato nella massima serie dei campionati scozzese, thailandese e laotiano.